# Richard Weston (botanico)
Richard Weston (1733 – 20 ottobre 1806) è stato un botanico e agronomo britannico.
Weston è stato originariamente un imprenditore tessile (filatura) di Leicester, ma in alcune delle sue opere si definisce "un gentiluomo di campagna". Nel 1773 viveva a Kensington Gore, ma in seguito viveva a Leicester, dove era segretario della società agricola locale. Dal numero dei suoi lavori pubblicati, è evidente che aveva una conoscenza molto ampia delle piante e della letteratura vegetale.
La sua prima opera importante "Tracts on Practical Agriculture and Gardening", che conteneva un catalogo di scrittori inglesi sull'agricoltura e la botanica, fu pubblicata nel 1769 e dedicata alla Society of Arts. Ha scritto due opere in più parti con nomi latini, la Botanicu Universalis e la Flora Anglicana e un certo numero di opere più piccole, nonché articoli nel Gentleman's Magazine. Ha anche pubblicato opere sulla storia e la letteratura di Leicester.
Nel 1804 sul Repertory of arts, manufactures and agriculture (Repertorio delle arti, manifattura e agricoltura), Weston pubblicò due dei suoi ultimi articoli, uno dedicato alla coltivazione dell'uva e uno all'utilizzo del gesso come fertilizzante basato sulle ricerche di Johann Friedrich Mayer, un pastore e riformatore agricolo tedesco.

## Opere
- Tracts on Practical Agriculture and Gardening 1769
- Botanicus Universalis et Hortulanus - 4 volumi 1770 - 1777
- Flora Anglicana ... - 2 parti 1775 e 1780
- Il calendario dei giardinieri e dei giardinieri 1773, 2ª ed. 1778
- The Gentleman's and Lady's Gardener 1774
- Il calendario tascabile del giardiniere 1774
- Ellis's Gardener's Calendar 1774
- The Nurseryman and Seedsman's Catalog of Trees Arbusti, piante e semi 1774
- Un nuovo ed economico letame 1791
- La directory di Leicester 1794